# Комсомол (Буздякский район)
Комсомо́л (баш. Комсомол) — село в Буздякском районе Республики Башкортостан Российской Федерации. Входит в состав Гафурийского сельсовета.

## География

### Географическое положение
Расстояние до:
- районного центра (Буздяк): 9 км,
- центра сельсовета (Гафури): 2 км,
- ближайшей ж/д станции (Буздяк): 16 км.

## История
10 сентября 2007 года селу Комсомольского отделения Буздякского совхоза присвоено наименование Комсомол.

## Население
| 2002 | 2009 | 2010 |
| ---- | ---- | ---- |
| 348  | ↘346 | ↘316 |